# Carlo Fortunato Rosti
Carlo Fortunato Rosti (Milano, 1885 – Vimodrone, 15 giugno 1974) è stato un pittore e avvocato italiano.

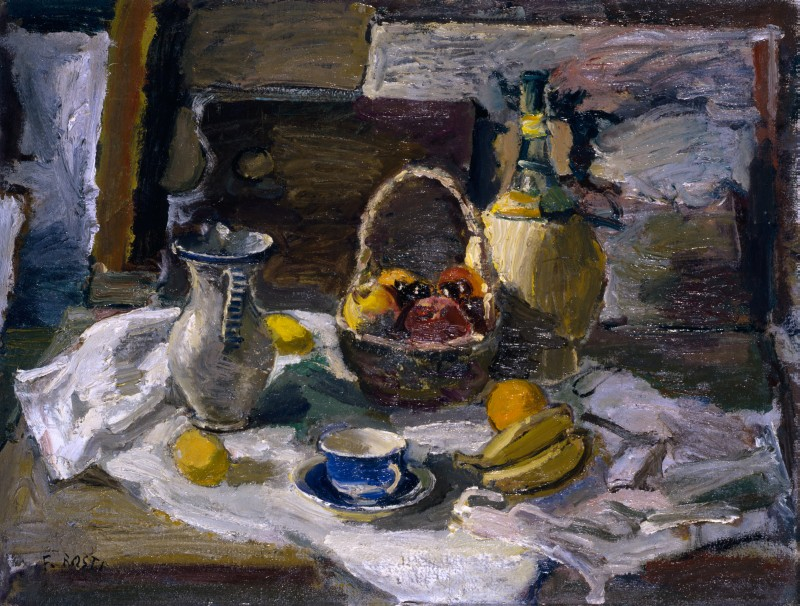
Il cesto di frutta, 1957 ca. (Fondazione Cariplo)

Laureato in Giurisprudenza all'Università di Bologna, avvocato socio di Delio Tessa e pittore autodidatta, nel 1919 apre un atelier a Milano con Elisabetta Keller.
Riposa al Cimitero Monumentale di Milano, nell'edicola di famiglia.